# Кошмалов
Кошма́лов (укр. Кошмалів) — село, расположенное на территории Бахмачского района Черниговской области (Украина).
Население составляет 2 жителя (2006 год). Плотность населения — 125 чел/кв.км.
Впервые упоминается в 1929 году.
Село Кошмалов находится примерно в 10 км к западу от центра города Бахмач. Средняя высота населённого пункта — 136 м над уровнем моря. Село находится в зоне умеренного умеренно континентального климата.
Национальный состав представлен преимущественно украинцами, конфессиональный состав — христианами.